# Lagopoecus tetrastei
Lagopoecus tetrastei är en insektsart som beskrevs av Bechet 1963. Lagopoecus tetrastei ingår i släktet skärlöss, och familjen fjäderlöss. Arten är reproducerande i Sverige.